# Salina de Bex
La mina de sal de Bex, está ubicada en el cantón de Vaud, en Suiza.

## Historia
Esta mina del siglo XVIII, aún en funcionamiento, produce todavía unas 150 toneladas diarias de sal. Además, se ha convertido en una popular atracción turística del cantón de Vaud debido a sus 40 km de galerías excavadas. Además, se puede visitar un museo donde se muestran piezas de maquinaria minera y audiovisuales relacionadas con la mina. Y parte de las galerías pueden ser visitadas en un pequeño tren que hace un recorrido por los túneles.

## Aspectos geológicos
La sal se obtiene mediante medios tradicionales. Un arroyo transporta la sal de roca arrancada de las paredes, y luego, el agua de la corriente se evapora hirviéndola para obtener un 30% de sal del agua del río.
- Datos: Q665384
- Multimedia: Saline de Bex / Q665384